# Home Swinger

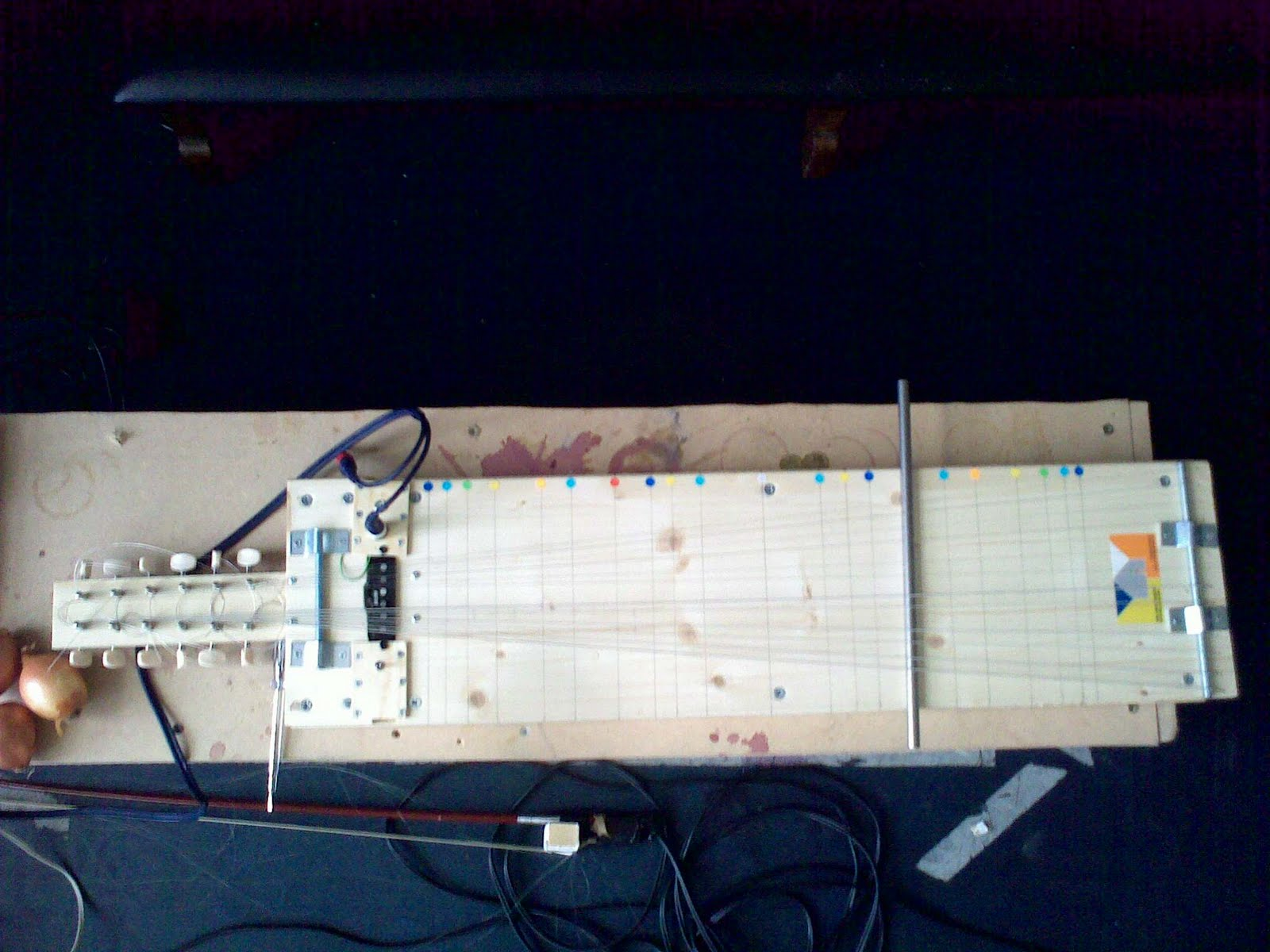
La Home Swinger

La Home Swinger est un instrument de musique créé par Yuri Landman et dérivé du moodswinger.

## Fonctionnement
Le troisième pont divise les cordes en deux segments avec différents accords. Selon où la corde est jouée, un deuxième son harmonique se fait entendre. La corde résonne plus ou moins quand l'arrière est frappé, selon la position du troisième pont le long des cordes. Ceci peut être expliqué par la résonance acoustique et par les micro-intervalles acoustiques. Aux positions nodales des harmoniques, la corde résonne plus qu'à n'importe quel autre endroit. Par exemple, la division de la corde 1/3+2/3 crée un son clair, alors que 24/33+9/33 crée un son indistinct.